# Мішелл Тайлер
Мішелл Тайлер (англ. Michelle Tyler; нар. 8 липня 1958) — колишня британська тенісистка.
Здобула 1 парний титул.

## Фінали турнірів WTA

### Одиночний розряд (1 поразка)
| Результат | W/L | Дата     | Турнір                    | Покриття | Суперниця    | Рахунок       |
| --------- | --- | -------- | ------------------------- | -------- | ------------ | ------------- |
| Поразка   | 0–1 | Чер 1977 | Бекенгем, Велика Британія | Трава    | Івонн Вермак | 4–6, 7–5, 1–6 |

### Парний розряд (1–2)
| Результат | W/L | Дата     | Турнір                    | Покриття | Партнерка    | Суперниці                   | Рахунок       |
| --------- | --- | -------- | ------------------------- | -------- | ------------ | --------------------------- | ------------- |
| Перемога  | 1–0 | Гру 1975 | Аделаїда, Австралія       | Трава    | Сью Баркер   | Кім Рудделл Дженет Янг      | 7–5, 6–3      |
| Поразка   | 1–1 | Гру 1975 | Перт, Австралія           | Трава    | Сью Баркер   | Леслі Боурі Крістін Метісон | 6–7, 3–6      |
| Поразка   | 2–1 | Чер 1978 | Чичестер, Велика Британія | Трава    | Івонн Вермак | Джанет Ньюберрі Пем Шрайвер | 3–6, 6–3, 6–4 |